# Lukáš Pařízek
Lukáš Pařízek (* 3. listopad 1990 Vrchlabí) je český akrobatický pilot, mistr republiky a několikanásobný vicemistr republiky, stříbrný a bronzový medailista z mistrovství Evropy v akrobatickém motorovém létání a medailista z mistrovství světa v akrobacii kluzáků.

## Závody
V roce 2016 se poprvé zúčastnil závodů v motorové i bezmotorové akrobacii. V témže roce se v bezmotorové akrobacii v Mladé Boleslavi umístil na 1. místě v kategorii sportsman a na Mistrovství České republiky v motorové akrobacii v Břeclavi na 3. místě také v kategorii sportsman. Klasickou akrobacii a letecké show létal na letounech Zlín 142,Super Decathlon, Zlín 50M, Extra330l, Extra300l, Xtreme XA42. 
Od roku 2021 létá letecká vystoupení a kategorii Unlimited na letadle Extra 330 SC s imatrikulací OK-LPJ.

### Sportovní výsledky
2024
- 32nd FAI World Aerobatic Championship - 21. místo v kategorii Unlimited / srpen 2024[4][5]
- Mistrovství ČR v motorové akrobacii Kroměříž - 2. místo v kategorii Unlimited / červenec 2024
- Mistrovství ČR v motorové akrobacii - freestyle Kroměříž - 2. místo / červenec 2024
- Mostecký pohár - 2. místo v kategorii Unlimited / květen 2024

2023
- 22nd FAI EAC+ 2023, Pavullo nel Frignano, Italy / září 2023  Team: 2. místo s Martinem Šonkou   Freestyle: 5. místo  Celkově 12. místo[6]
- Břeclavský pohár  - 2. místo / srpen 2023
- Mistrovství ČR v motorové akrobacii Jindřichův Hradec - 3. místo v kategorii Unlimited / červen 2023
- Karlovarský pohár - 2. místo v kategorii Unlimited / květen 2023
- Mostecký pohár - 1. místo v kategorii Unlimited / duben 2023  [7]

#### 2022
- Mistrovství Evropy EAAC 2022 - týmové 3. místo v kategorii Advanced / září 2022[8][9]

- Mistrovství Evropy EAAC 2022 – 6. místo v kategorii Advanced / září 2022[10][9]

- Hosínský pohár - 1. místo v kategorii Advanced / září 2022 [11]
- Mistrovství republiky - 2. místo v kategorii Unlimited / červen 2022 [12]
- Karlovarský pohár - 2. místo v kategorii Advanced / květen 2022
- Mostecký pohár - 2. místo v kategorii Advanced / květen 2022

2021
- Mistrovství světa - 19. místo v kategorii Advanced / srpen 2021 [13]
- Karlovarský pohár - 2. místo v kategorii Unlimited / květen 2021

2020
- Hosínský Pohár – 1. místo v kategorii Advanced / září 2020
- Czech Aerobatic Championship – 2. místo v kategorii Advanced / srpen 2020[14]
- Rakovnicky Pohár –  2. místo v kategorii Advanced / červenec 2020
- Karlovarský pohár – 1. místo v kategorii Advanced / květen 2020

2019
- Letecký sportovec v kategorii “Akrobacie” – 2. místo
- Ocenění Nejaktivnější akrobatický pilot za rok 2019
- Hosínský pohár – 4. místo v kategorii Advanced / září 2019
- Rakovnický pohár – 1. místo v kategorii Advanced / červenec 2019
- Mistrovství světa v letecké akrobacii – 15. místo v kategorii Intermediate/ červenec 2019 [15]
- Mistrovství Repubiky Chotěboř – 1. místo v kategorii Intermediate / červen 2019
- Karlovarský pohár – 1. místo v kategorii Intermediate / květen 2019
- Mostecký pohár – 1. místo v kategorii Intermediate / květen 2019

2018

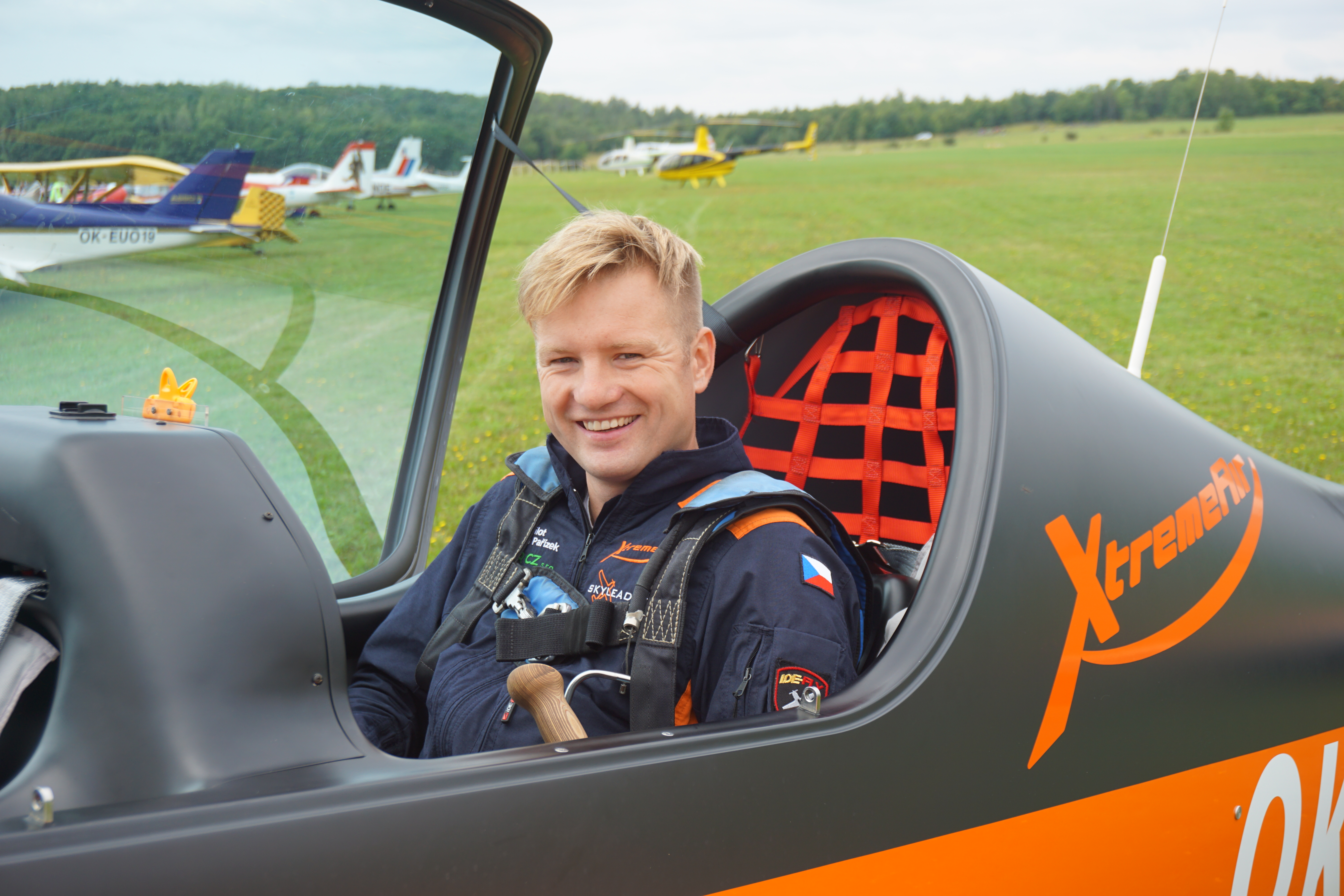
Lukáš Pařízek po leteckém dnu v Ústí 2020

- Mistrovství České republiky na kluzácích – 3 místo v kategorii Advanced [16]
- Danubia Cup na kluzácích – 3. místo v kategorii Advanced
- Mistrovství světa v akrobacii na kluzácích – 1. bronzová medaile za free known sestavu a celkově 7. místo na světě! [17] [18]

2017
- Mostecký pohár – 1. Místo v kategorii Intermediate / květen 2017
- Karlovarský pohár – 2. Místo v kategorii Intermediate / květen 2017
- Mistrovství České republiky v Chotěboři – 2. Místo v kategorii Intermediate / červen 2017
- Hosínský pohár – celkově 2. místo, ve své kategorii 1. Místo / září 2017
- Nejlepší akrobat roku 2017 a novinářská cena za 2. místo v anketě nejlepšího leteckého sportovce za akrobacii (Martin Šonka – 1. místo)

2016
- Mistrovství republiky Břeclav – 3. místo kategorie Sportsman / červenec 2016
- Hosínský pohár – 1. místo kategorie Sportsman / září 2016

### Účast na leteckých dnech
2023
- Legendy nebes 2023 - Hradec Králové[19]

2022
- Ústecké nebe plné letadel 2022 - Ústí nad Labem
- HISTORICAL AIRSHOW 2022 - Mladá Boleslav [20]

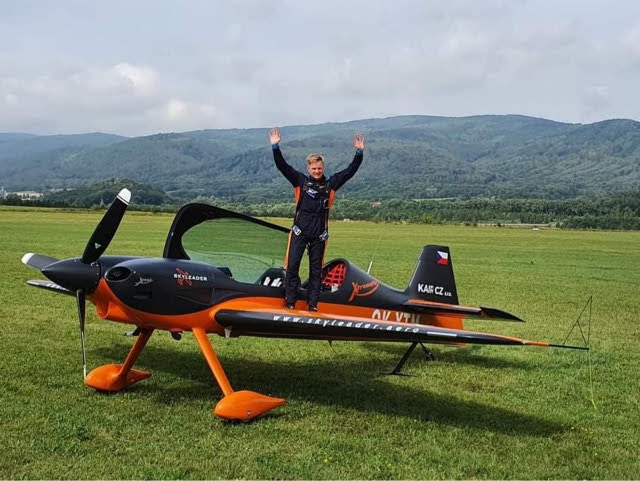
Lukáš Pařízek zdraví fanoušky po leteckém dni

2020
- Letecký den Cheb [21]
- Ústecké nebe plné letadel [22][23]